# Мета-емоція
Мета-емоція — це «організований і структурований набір емоцій і уявлень про емоції, як власні емоції, так і емоції інших». Це широке визначення мета-емоцій викликало інтерес психологів до теми, особливо щодо батьківської філософії мета-емоцій.
Мета-емоція стосується ідеї про те, що всякий раз, коли ми викликаємо певну емоцію, ми також маємо справу з наступними емоціями щодо того, як ми пережили первинну емоцію. У той час як деякі психологи досліджували вплив мета-емоцій на те, як люди інтерпретують і справляються з власними та чужими емоціями, велика частина літератури про мета-емоції зосереджена на тому, як мета-емоції батьків впливають на соціально-емоційний розвиток їхніх дітей.
Мета-емоції можуть бути короткостроковими й довготривалими. Останнє може бути джерелом знеохочення або навіть психологічного витіснення, або заохочення певних емоцій, що впливає на риси особистості, психодинаміку, сімейну та групову динаміку, організаційний клімат, емоційні розлади, а також емоційну усвідомленість та емоційний інтелект.

## Дослідження Ґоттмана
У 1997 році Ґоттман, Кац і Гувен використовували термін мета-емоції для опису реакції батьків на емоційні прояви їхніх дітей. Бейкер, Феннінґ та Крнік (2010) визначили філософію мета-емоцій як «батьківське ставлення до емоцій».
Загалом кажучи, мета-емоції охоплюють як почуття, так і думки про емоції. За даними Gottman et al. (2006), термін мета-емоція стосується не просто емоційних реакцій індивіда на його/її власні емоції, але також відноситься до «виконавчих функцій емоцій». Грінберг (2002) припустив, що мета-емоції слід розглядати як тип «вторинної емоції», тимчасової концепції, в якій вторинна емоція слідує за первинною емоцією. Наприклад, тривога (вторинна емоція) може слідувати за гнівом (первинна емоція).
Термін мета-емоція був випадково винайдений в результаті першої роботи Gottman et al. (1996). Протягом багатьох років дослідження психології розвитку зосереджувались на батьківському афекті, чуйності та стилі виховання. Ґоттман, Кац, & Гувен (1996) вважали, що почуттям і думкам батьків про їхні власні емоції та емоції їхніх дітей приділялося недостатньо уваги. Досліджуючи вплив подружніх стосунків батьків на дітей, Gottman et al. (1996) виявили, що існувала велика різноманітність ставлень і філософій, які батьки дотримувалися щодо своїх власних емоцій і емоцій своїх дітей. Щоб дослідити ці відмінності, Кац і Готтман (1986) розробили інтерв'ю з мета-емоціями та назвали термін «структура мета-емоцій», щоб позначити почуття батьків щодо почуттів. Вони вважали, що мета-емоції є «поширеним і недостатньо вивченим виміром у дослідженні емоцій». Кац і Готтман (1986) порівняли свою концепцію мета-емоції з метакогнітивним конструктом Метакогніція. Гувен, Ґоттман та Кац (1995) використовували термін «структура мета-емоцій» для позначення «обізнаності батьків про конкретні емоції, їх усвідомлення та прийняття цих емоцій своєю дитиною та їх навчання емоцій у своїй дитині»." Результати їхнього дослідження показали, що мета-емоційні змінні батьків були пов'язані з їхніми здібностями як взаємодіяти зі своїми дітьми, так і вирішувати подружні конфлікти. Ґоттман, Кац & Гувен (1996) припустили, що власні почуття та думки батьків про їхні емоції сильно впливають на те, як вони виховують дитину.

### Типи батьківської філософії
У своїй статті, опублікованій у 1996 році, Готтман, Кац і Гувен окреслили різні типи батьківської філософії мета-емоцій. До них належать філософія тренування емоцій і філософія відмви від мета-емоцій. Загальним консенсусом серед психологів, які вивчають мета-емоції, залишається те, що існують дві основні філософії мета-емоцій: філософія тренування емоцій, згідно з якою батьки почуваються комфортно з емоціями самих себе та своїх дітей; і філософія відмови від емоцій, згідно з якою батьки вважають негативні емоції — шкідливими.

#### Емоційне тренування
Батьки, які дотримуються філософії емоційного тренування, як правило, усвідомлюють свої емоції та емоції інших. Вони можуть говорити про ці емоції та допомагати своїм дітям зрозуміти та висловити їхні емоції, зокрема смуток і гнів. Автори знайшли різницю між філософією тренування емоцій і «батьківською теплотою».
Існує п'ять основних характеристик філософії емоційного тренування:
- Батьки усвідомлюють емоції дитини.
- Батьки сприймають емоції дитини як можливість для близькості або навчання.
- Батьки допомагають дитині словесно позначити емоції, які вона відчуває.
- Батьки співпереживають або підтверджують емоції дитини.
- Батьки допомагають дитині розв'язувати проблему (280).[5]

Вирішальним аспектом філософії емоційного тренінгу є те, що батьки використовують негативні емоції дитини, щоб сформувати емоційний зв'язок зі своєю дитиною, головним чином з міркувань близькості та навчання.

#### Зневажливий тип
Батьки, які відкидають філософію мета-емоцій, вважають, що гнів чи смуток їхньої дитини можуть завдати шкоди їхній дитині, що їх головне завдання — якомога швидше пом'якшити ці шкідливі емоції, і що їхня дитина повинна знати, що ці негативні емоції не будуть кінцевими. Попри те, що батьки з відкидною філософією можуть бути чутливими до емоцій своєї дитини та справді хочуть бути корисними, ці батьки вважають, що ігнорування або заперечення негативних емоцій є найкращим підходом до допомоги їхнім дітям. Батьки, які відкидають мета-емоційну філософію, часто не можуть зрозуміти емоції своєї дитини та не розглядають негативні емоції як можливість для зростання чи близькості. Батьки можуть використовувати зневажливий підхід, намагаючись відвернути увагу дитини або применшуючи причини негативних емоцій.

#### Несхвальний тип
Іншим можливим типом батьківської мета-емоції є несхвальна філософія. Ці батьки дорікають своїм дітям за будь-який тип емоційного вираження, навіть якщо дії дитини є адекватними. У результаті ці діти починають сприймати свої емоції як недоречні та недійсні, і їм важко регулювати емоції. Для несхвальних батьків негативні емоції вимагають дисциплінарної відповіді. Деякі батьки, які не схвалюють, можуть розглядати негативні емоції своєї дитини як засіб, за допомогою якого дитина намагається маніпулювати або контролювати батьків.

### Вплив батьківської мета-емоції на дітей та підлітків
Було проведено багато досліджень, які вивчали вплив різних батьківських мета-емоційних філософій на підлітків. Наприклад, дослідники вивчали зв'язок між філософією мета-емоцій і підлітковою депресією, а також вплив батьківських мета-емоцій на афекти підлітків і навички подолання. Інші психологи досліджували вплив філософії материнських мета-емоцій на можливість до прихильності дітей.
Готман та ін. (1997) виділив два специфічні аспекти батьківських мета-емоцій, які впливають на дітей і сімейні результати:
1. емоційне усвідомлення;
2. емоційний тренування.

Готтман, Кац і Гувен — серед провідних психологів у галузі мета-емоцій — твердо вірять у значний вплив батьківських мета-емоцій на багато аспектів життя їхніх дітей: «Є докази того, що з самого початку життя дитини, батьківської взаємодії з дитиною, має наслідки для здатності дитини саморегулюватися, зосереджувати увагу, ділитися інтерсуб'єктивним значенням, для істотних ніжних зв'язків з батьками та здатності взаємодіяти з мінливим середовищем».
Зростає інтерес до вивчення впливу різних типів батьківської філософії мета-емоцій на емоційний стан дітей і симптоми депресії. Наприклад, Hunter et al. (2011) досліджували асоціації між філософією мета-емоцій батьків, матерів і підлітків. Вони виявили, що коли батьки дотримувалися філософії навчання емоціям, підлітки, як правило, мали менше поведінкових та емоційних проблем. Вони дійшли висновку, що: «Якість мета-емоційної філософії, розробленої підлітками, може мати наслідки для їхнього психічного здоров'я. Зокрема, дані свідчать про те, що переконання про емоції мають відношення до депресивних розладів, при цьому негативні переконання пов'язані з підвищеним ризиком підліткової депресії. Подібним чином Katz & Hunter (2007) досліджували вплив мета-емоцій матері на симптоми депресії у підлітків. Автори виявили, що підлітки з високим рівнем симптомів депресії, як правило, мали матерів, які менш сприймали їхні власні емоції. Матері, які краще приймали власні емоції, як правило, мали підлітків з вищою самооцінкою, меншою кількістю зовнішніх проблем і меншими симптомами депресії. На завершення це дослідження продемонструвало сильну кореляцію між материнською філософією мета-емоцій і підлітковою депресією. Таким чином, ці автори припускають, що філософія мета-емоцій пов'язана з підлітковою депресією та афектом.
Інше дослідження показало, що матері з філософією мета-емоцій, яка є більш усвідомленою та прийнятною, корелювали з меншою кількістю негативної соціальної поведінки під час взаємодії матері та дитини. Це свідчить про те, що материнська філософія мета-емоцій також впливає на взаємодію між матір'ю та її підлітком.
Крім вивчення впливу батьківських мета-емоцій на дитячий афект і депресивну симптоматику, деякі психологи досліджували вплив мета-емоцій на розвиток дитячих стратегій подолання. були зацікавлені у вивченні дискусії «природа проти виховання» щодо розвитку у дітей стратегій подолання. Для цього вони вивчили вплив як темпераменту (природа), так і батьківської філософії мета-емоцій (виховання) на розвиток навичок подолання у ранніх підлітків. Автори виявили багато взаємодій між мета-емоціями батьків і темпераментом підлітка. Наприклад, вони виявили, що виховання на основі емоцій пов'язане зі стратегіями подолання відволікання для дітей із меншим негативним впливом і більшою невідкладністю. Автори дійшли висновку, що філософські стилі мета-емоцій батьків можуть взаємодіяти з темпераментом дитини та передбачити стилі подолання підлітків.